# イフ・ユー・キャント・スタンド・ザ・ヒート
| 専門評論家によるレビュー | 専門評論家によるレビュー |
| レビュー・スコア         | レビュー・スコア         |
| 出典                     | 評価                     |
| ------------------------ | ------------------------ |
| Allmusic                 | Review                   |

『イフ・ユー・キャント・スタンド・ザ・ヒート』 (If You Can't Stand the Heat...) は、イギリスのロックバンド、ステイタス・クォーによる11枚目のスタジオ・アルバム。

## 解説
オランダ、ヒルフェルスムのウィッセロード・スタジオで、ピップ・ウィリアムズのプロデュースのもと収録され、1978年10月にリリースされて、全英アルバムチャートで3位に達した。ライナーノーツによれば、アフェックス・オーラル・エキサイターがレコーディングで使用され、それゆえに前作『ロッキン・オール・オーヴァー・ザ・ワールド』に比べて、より雰囲気深いサウンドに仕上がっている。従来のステイタス・クォーのメンバーに加え、ザ・デヴィッド・カッツ・ホーンズによるブラス・セクション、ジャッキー・オサリバン（後にバナナラマ加入）、スティーヴィー・ラング、ジョイ・イェーツのバッキング・ヴォーカル・トリオが加わっている。
「アゲイン・アンド・アゲイン」は、アルバムからリリースされた最初のシングルで、13位に達した。また、セカンド・シングルは「アクシデント・プローン」のエディテッド・ヴァージョンであり、36位と振るわなかった。

## 収録曲
1. "Again and Again"
演奏時間: 3:41、作曲: パーフィット、ボウン、ジャッキー・リントン
2. "I'm Giving Up My Worryin'"
演奏時間: 3:02、作曲: ロッシ、ベーニー・フロスト
3. "Gonna Teach You to Love Me"
演奏時間: 3:11、作曲: ランカスター、マイケル・グリーン
4. "Someone Show Me Home"
演奏時間: 3:49、作曲: ロッシ、フロスト
5. "Long Legged Linda"
演奏時間: 3:29、作曲: ボウン
6. "Oh, What a Night"
演奏時間: 3:46、作曲: パーフィット、ボウン
7. "Accident Prone"
演奏時間: 5:08、作曲: ピップ・ウィリアムズ、ピーター・ハッチンズ
8. "Stones"
演奏時間: 3:53、作曲: ランカスター
9. "Let Me Fly"
演奏時間: 4:25、作曲: ロッシ、フロスト
10. "Like a Good Girl"
演奏時間: 3:26、作曲: ロッシ、ヤング

### 2005年リイシュー盤ボーナストラック
1. "Accident Prone (single version)"
作曲: ピップ・ウィリアムズ、ピーター・ハッチンズ

## パーソネル
- フランシス・ロッシ - ギター、ヴォーカル
- リック・パーフィット - リズムギター、ヴォーカル
- アラン・ランカスター - ベース、ギター、ヴォーカル
- ジョン・コーラン - ドラム
- アンディ・ボウン - キーボード

### アディショナル・ミュージシャン
- ジャッキー・オサリバン - バッキング・ヴォーカル
- スティーヴィー・ラング - バッキング・ヴォーカル
- ジョイ・イェーツ - バッキング・ヴォーカル
- ザ・デヴィッド・カッツ・ホーンズ